# Línguas kutubeanas orientais
As línguas kutubuanas orientais são uma pequena família de línguas trans-nova guineanas (TNG) na classificação de Malcolm Ross
Existem apenas duas línguas, a Fiwaga e  Foi, as quais não são próximas das
que não estão perto das línguas kutubuanas ocidentais. Essas duas subfamlias foram ligados em uma família "kutubuan" por Franklin e Voorhoeve em 1973, mas há algum debate sobre se eles estão mais próximos um do outro do que de outras línguas kikorianas. Embora Kutubuan ´do leste tenha vocabulário proto-TNG, Ross considera sua inclusão no TNG questionável.

Línguas kutubuanas orientais